# Cuando tú te vas
«Cuando tú te vas» es el primer sencillo de Estopa, editado en 2014 del álbum Esto es Estopa.
Fue lanzado el día 13 de enero en exclusiva en su web y más tarde en la radio, en Spotify, iTunes y demás plataformas de compra digital.

## Listas
| Lista                       | Mejor posición | Certificación |
| --------------------------- | -------------- | ------------- |
| Lista de Descargas Española | 30             | -             |
| Lista de Radio Española     | 5              | -             |